# Belforte Monferrato
Belforte Monferrato (Berforte in ligure, Balfórte [bal'fortɛ] secondo la pronuncia autoctona) è un comune italiano di 493 abitanti della provincia di Alessandria in Piemonte.
È uno dei comuni dell'Ovadese, area storico-culturale del Basso Piemonte e del Monferrato, che prende il nome dalla città di Ovada.

## Geografia fisica

### Territorio
Il paese è situato sulle estreme propaggini collinari dell'Appennino Ligure, sull'estremità destra della valle del torrente Stura al confine con la Liguria.
Il comune ha le caratteristiche che maggiormente qualificano l'alto Monferrato: una zona boschiva ancora intatta che fiancheggia la sponda destra dello Stura con piccoli centri urbani; una zona collinare di vigneti pregiati, nella quale si colloca il paese, disteso su un contrafforte ai piedi del castello, residenza patrizia; nell'ultima e ampia ansa del torrente è presente una fertile pianura ricca di fonti.

## Storia
Conserva ancora la topografia medioevale, traendo origine da un primitivo nucleo cristiano aggregatosi nelle adiacenze di un monastero di epoca lontana, fondato da monaci di Bobbio. Il monastero si trovava in una località chiamata del Faldellino, tra la statale del Turchino e la sponda sinistra del torrente Stura. La comunità laica si dovette insediare invece sulla sponda destra del torrente, nella sottostante pianura, nell'attuale zona di San Colombano, ove fu eretta una cappella che, nonostante le numerose ristrutturazioni, si riconosce ancora di epoca alto-medioevale.
Un primo centro abitato sorse con il nome di Bellum Fortium nel X secolo con lo spostamento della popolazione dal fondovalle, per occupare la zona del Castello. Successivamente, per motivi di sicurezza la popolazione abbandonò il fondovalle e la Chiesa di San Colombano servì solo come cimitero. Parte degli abitanti si stabilì sulla collina, nei pressi di costruzioni di difensive, ove attualmente è presente l'oratorio.
Dopo l'assalto e la distruzione dell'abbazia di Giusvalla ad opera dei Saraceni e le continue scorrerie sul territorio, dopo pochi anni tali episodi convinsero Anselmo, figlio del marchese Aleramo, ad erigere la nuova abbazia di San Quintino di Spigno Monferrato, come forma di contrasto alle scorrerie e difesa dei pellegrini e delle vie commerciali.
Nel 934, i re borgognoni d'Italia Ugo di Provenza e Lotario II, concessero questi fondi ad Aleramo del Monferrato. La concessione fu confermata nel 967 da Ottone I. In quell'epoca nei documenti ufficiali appare spesso il nome Bellum Fortium (Belforte), nome che richiama la fortificazione difensiva d questa vallata appenninica.
Dopo diverse vicende, in cui si inserì anche la Repubblica di Genova interessata ai transiti verso la Pianura Padana, Belforte Monferrato passò sotto il dominio dei Malaspina di Cremolino. Nel 1328, la zona ed il castello passa sotto gli Spinola di Genova. Nel 1539, muore Giambattista Spinola, ed il territorio passa ai Grimaldi fino al 1652, quando subentra come marchese Patrizio Cattaneo della Volta. I Cattaneo della Volta saranno gli ultimi signori di Belforte. il territorio passò sotto i Savoia fino all'unità d'Italia.
Nel 1863 il comune di Belforte assunse la nuova denominazione di "Belforte Monferrato".
Dal 1927 al 1947 Belforte venne accorpato al comune di Tagliolo Monferrato.

### Simboli
Lo stemma del comune di Belforte Monferrato, è stato concesso con il decreto del Presidente della Repubblica del 4 ottobre 1955.
Le fasce d'azzurro derivano dal blasone dei marchesi Cattaneo della Volta di Belforte.

## Monumenti e luoghi d'interesse

### Il castello di Belforte
Il castello di Belforte, venne edificato tra il '400 e il '600 attorno alla massiccia ed alta torre a pianta quadrata, fatta erigere dalla Repubblica Genovese, attorno al 1100, per il controllo del confine con il Monferrato ed a difesa di una delle strade altomedievali, che da Genova via Capanne di Marcarolo, scendeva a Ovada e proseguiva verso Acqui Terme.
Nei pressi nel sito dove originariamente esisteva sia il monastero di San Colombano del Faldellino, fondato da un abate dell'abbazia di San Colombano di Bobbio, che la chiesa di San Benedetto (sec. VII), ancora esistente, venne a costituìrsi il primo borgo, la località Pastori, residenza dei feudatari che si sono succeduti nal possesso del feudo: Obertenghi, Malaspina, Spinola, Grimaldi, Cattaneo della Volta.

### La chiesa parrocchiale della Natività di Maria Vergine e San Colombano
La chiesa della Natività di Maria Vergine e San Colombano, edificata alla fine del XV secolo, conserva sul campanile una statua dorata della Madonna e all'interno una tela raffigurante la Crocifissione, attribuita alla scuola del pittore Domenico Fiasella.

### Altri luoghi di interesse storico
Tra i luoghi di minore interesse storico troviamo l'antica pieve di San Colombano, situata presso il cimitero e l'oratorio di San Rocco, sede della confraternita della Santissima Annunziata, che si caratterizza per una interessante meridiana.

## Società

### Evoluzione demografica
Abitanti censiti

## Economia
L'economia poggia principalmente sull'agricoltura, in particolare la viticoltura, con pregiate uve, un grappolo d'uva spicca nello stemma del paese e su piccole industrie e laboratori artigiani.
I monaci, oltre che sapienti custodi di cultura, hanno saputo raccogliere le genti disperse, insegnando una razionale utilizzazione del territorio, indirizzando le genti sulle risorse locali indirizzandole nella coltivazioni adatte all'ambiente. Si deve all'iniziativa dei monaci di San Colombano se a Belforte si sono sviluppati i vigneti, conquistando priorità e meriti nella tradizione vitivinicola.

## Amministrazione
Di seguito è presentata una tabella relativa alle amministrazioni che si sono succedute in questo comune.
| Periodo        | Periodo        | Primo cittadino            | Partito                                       | Carica  | Note  |
| -------------- | -------------- | -------------------------- | --------------------------------------------- | ------- | ----- |
| 10 giugno 1985 | 23 maggio 1990 | Giovanni Battista Alloisio | Partito Comunista Italiano                    | Sindaco | [ 9 ] |
| 23 maggio 1990 | 24 aprile 1995 | Giovanni Battista Alloisio | Partito Comunista Italiano                    | Sindaco | [ 9 ] |
| 24 aprile 1995 | 14 giugno 1999 | Giovanni Battista Alloisio | centro-sinistra                               | Sindaco | [ 9 ] |
| 14 giugno 1999 | 14 giugno 2004 | Giovanni Battista Alloisio | lista civica                                  | Sindaco | [ 9 ] |
| 14 giugno 2004 | 8 giugno 2009  | Franco Ravera              | lista civica                                  | Sindaco | [ 9 ] |
| 8 giugno 2009  | 26 maggio 2014 | Franco Ravera              | lista civica                                  | Sindaco | [ 9 ] |
| 26 maggio 2014 | 27 maggio 2019 | Franco Ravera              | lista civica Grappolo d'uva con spighe        | Sindaco | [ 9 ] |
| 27 maggio 2019 | 9 giugno 2024  | Nadia Incerpi              | lista civica Grappolo d'uva e spighe di grano | Sindaco | [ 9 ] |
| 9 giugno 2024  | in carica      | Nadia Incerpi              | lista civica Monferrato                       | Sindaco | [ 9 ] |

## Galleria d'immagini

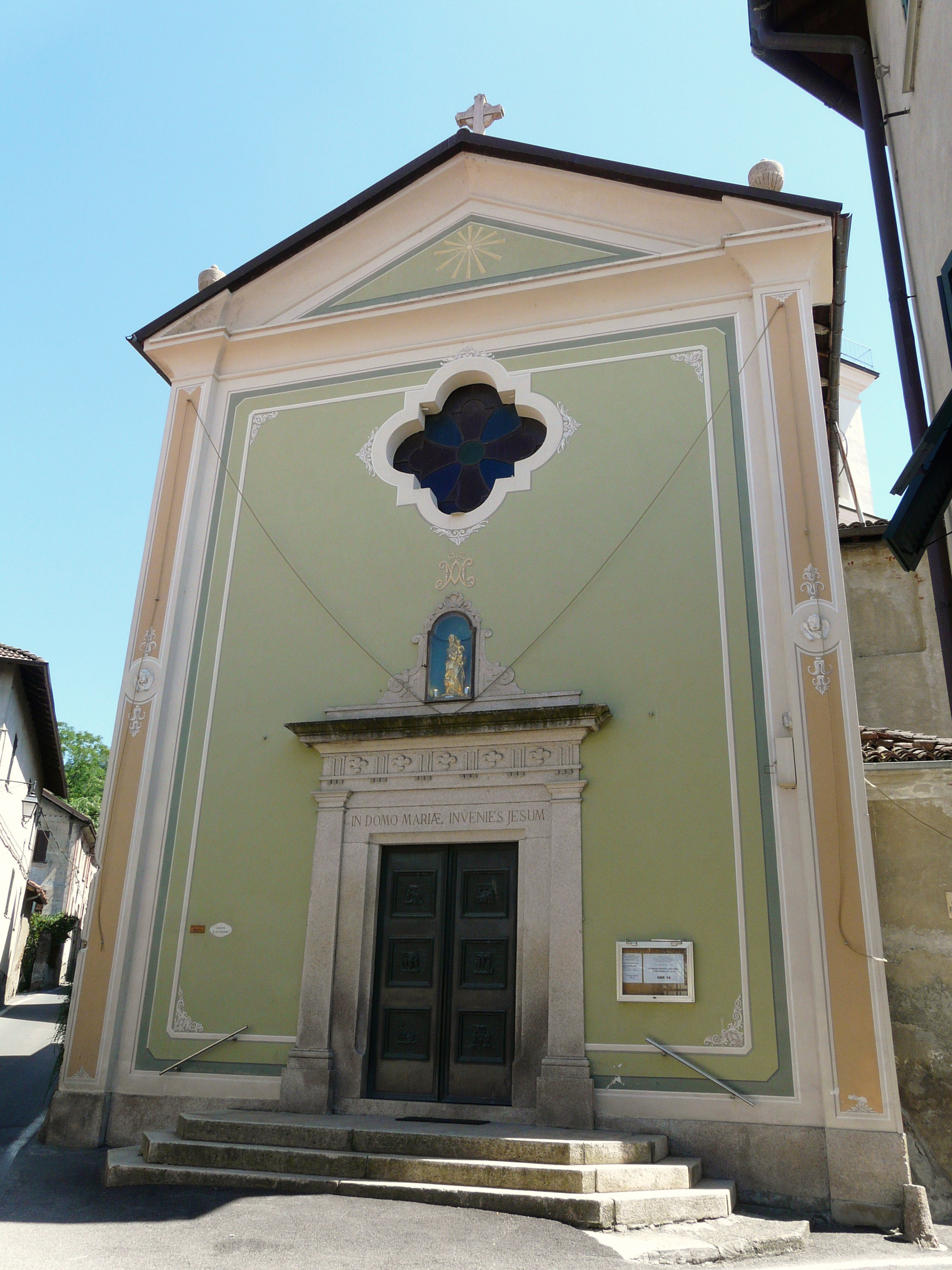
Chiesa della Natività di Maria
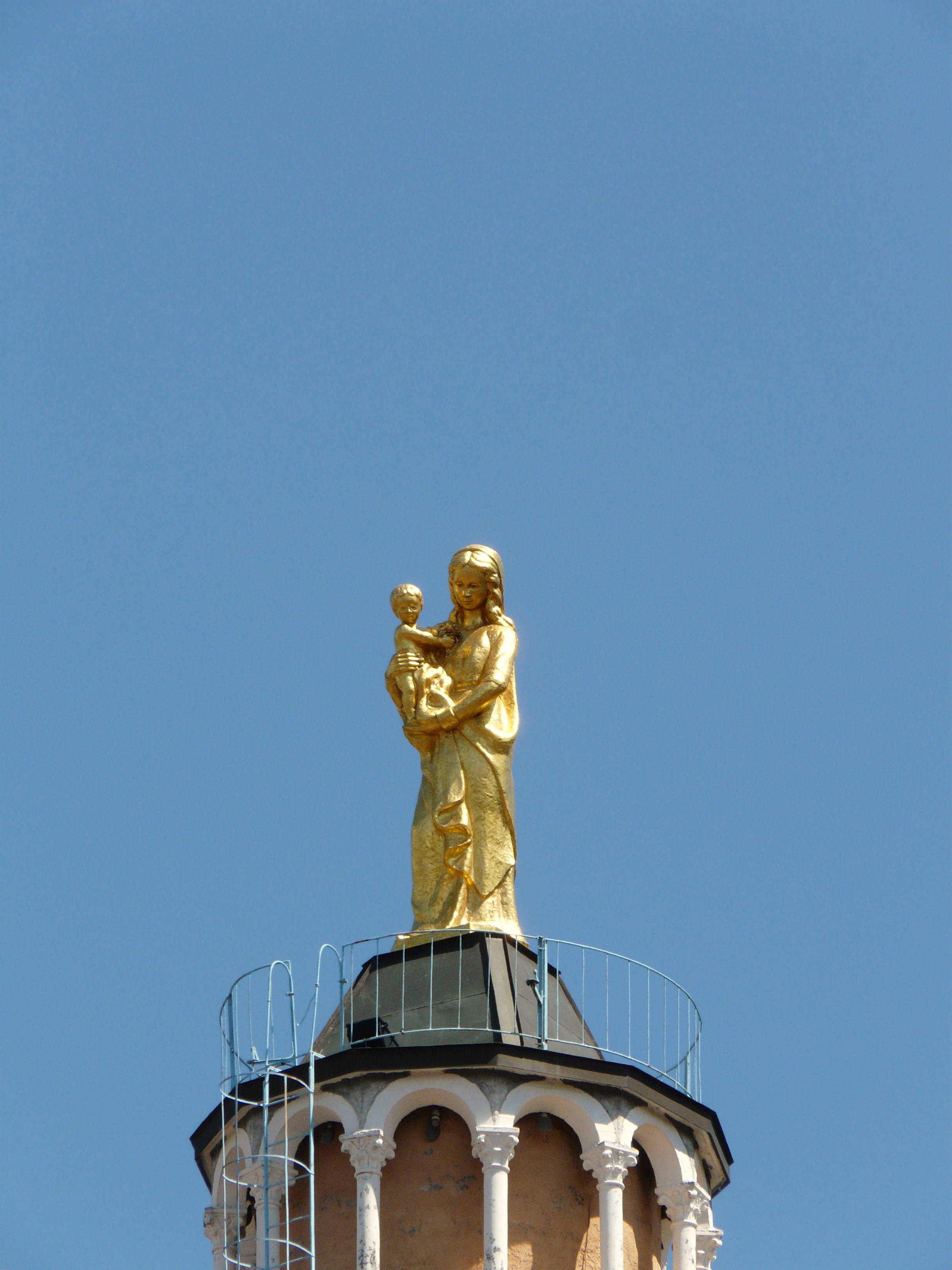
Statua della chiesa della Natività di Maria
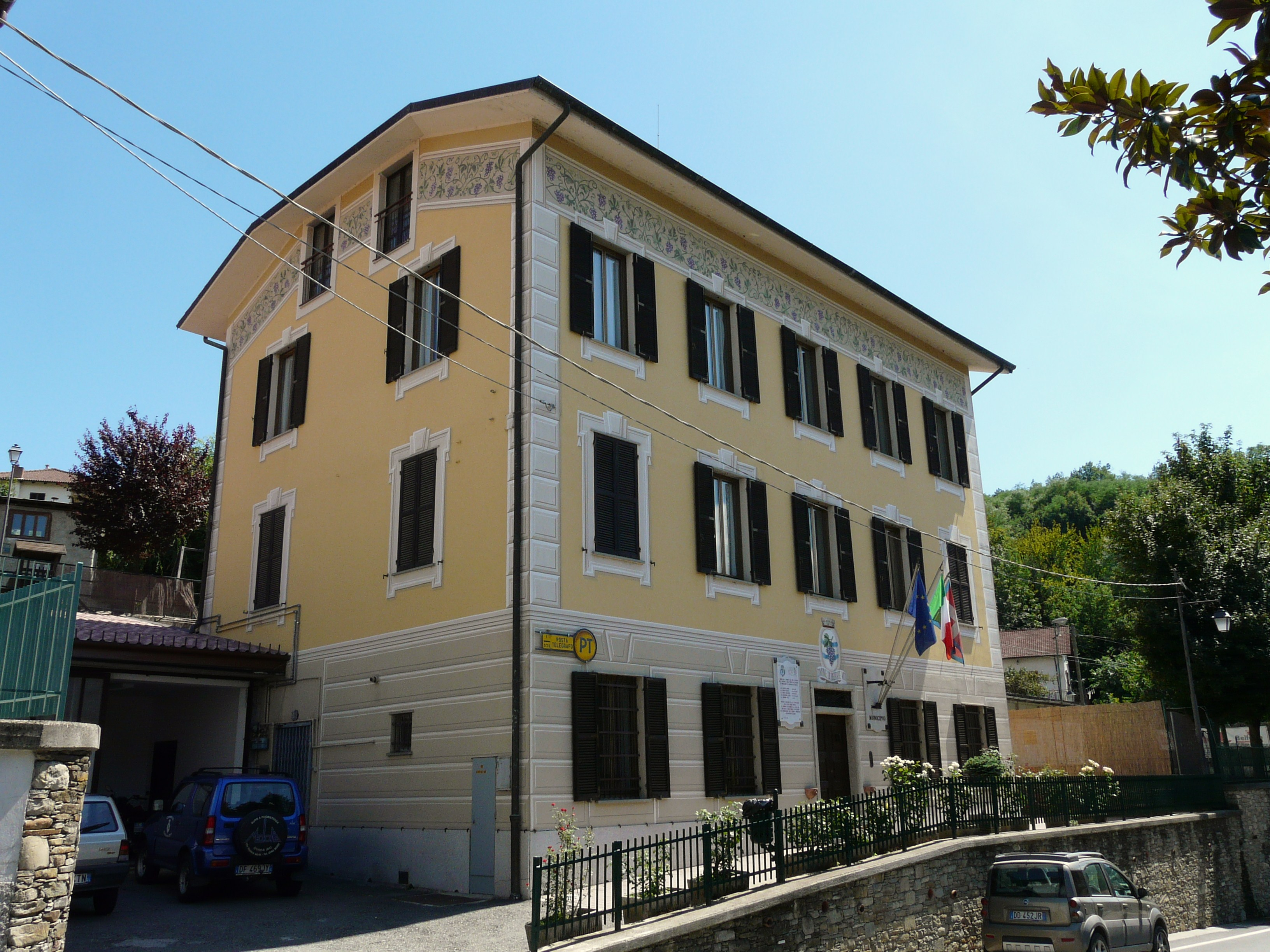
Municipio